# دنیل الرکان
دنیل الرکان (انگلیسی: Daniel Alarcón؛ زادهٔ ۱۹۷۷) یک پدیدآور، و رمان‌نویس اهل ایالات متحده آمریکا است.
وی همچنین برنده جوایزی همچون کمک هزینه گوگنهایم شده است.